# Avalon (Nueva Jersey)
Avalon es un borough ubicado en el condado de Cape May en el estado estadounidense de Nueva Jersey. En el año 2010 tenía una población de 1.334 habitantes y una densidad poblacional de 734,73 personas por km².

## Geografía
Avalon se encuentra ubicado en las coordenadas 39°05′30″N 74°44′12″O / 39.09167, -74.73667.

## Demografía
Según la Oficina del Censo en 2000 los ingresos medios por hogar en la localidad eran de $59,196 y los ingresos medios por familia eran $72,750. Los hombres tenían unos ingresos medios de $60,227 frente a los $39,886 para las mujeres. La renta per cápita para la localidad era de $50,016. Alrededor del 4.3% de la población estaba por debajo del umbral de pobreza.